# Мечети Ижевска
Мечети Ижевска — мечети, построенные в городе Ижевск (Удмуртия) с середины XIX века по наши дни. По состоянию на 2019 год, в Ижевске существуют три мечети.
В результате первой переписи (конец XIX века), в которой отражалось вероисповедание жителей тогдашней Удмуртии, стало ясно что мусульмане в Сарапульском уезде, (административно туда входил посёлок Ижевский завод), составляют по величине вторую после православных конфессию и насчитывают 15 777 человек. В большинстве это были татары.

## Первая мечеть
Первая мечеть была построена 28 октября 1846 года между Старой и Четвёртой Заречными улицами, она была деревянной на каменном фундаменте. Проект мечети был утверждён императором Николаем I, a деньги на её строительство были выделены Артиллерийским департаментом. Сегодня на её месте находится одна из домен Ижстали. Строительство первой мечети в Ижевске вёл сарапульский мещанин Петров Иван, который выиграл на конкурсе подряд на строительство у купца первой гильдии из Казани Анисима Месетникова. Первая мечеть имела высоту (вместе с куполом) около 14 м, а длиной около 20 м и шириной почти 13 м. 28 октября 1846 года мечеть была открыта, её имамом был назначен Хабибулла хазрат Рахматуллин. 2 ноября 1846 года в мечети был совершён первый намаз.

## Вторая мечеть
В 1916 году на Пятой улице была построена новая деревянная мечеть. Вокруг мечети быстро выросла так называемая Татарская слобода — дома в ней выделялись от домов прочих ижевцев тем, что были окрашены весёлой сине-жёлто-зелёной окраской, а при них были разбиты фруктовые сады.
Во время создания крупного машинного производства в Ижевске было решено снести мечети, мусульманское кладбище и саму Татарскую слободу и построить на их месте новые цеха металлургического завода. Однако деревянная мечеть была сохранена: 26 июля 1932 года разобрана и перенесена на новое место — улицу Азина, где она стоит по сей день.
В 1991 году при мечети организовали духовную школу-медресе. Соборная мечеть более 50 лет существовала без минарета, и только в 1991 году был возведён минарет. В 2004 году здание мечети обложили кирпичом. Уже вскоре она не стала вмещать всех верующих, особенно по пятницам и в праздничные дни, и многие мусульмане оставались на улице. В связи с этим и возникла необходимость построить новую мечеть в центре Ижевска. Центральная мечеть строилась на улице Карла Маркса с 2003 по 2016 год.

## Список мечетей Ижевска
| Изображение | Название                 | Административный район | Строительство |
| ----------- | ------------------------ | ---------------------- | ------------- |
|             | Ижевская соборная мечеть | Ленинский              | 1846          |
|             | Иман нуры                | Устиновский            | 2006—2009     |
|             | Центральная мечеть       | Первомайский           | 2003—2016     |